# Eucithara gracilis
Eucithara gracilis é uma espécie de gastrópode do gênero Eucithara, pertencente à família Mangeliidae.